# 鎌谷徹太郎
鎌谷 徹太郎（かまたに てつたろう、1979年4月13日 - ）は、大阪府出身、2003年より東京を拠点に活動する現代美術家。2015年、慶應義塾大学文学部在籍のち退学。2003年から現代美術家としてニューヨーク、シンガポール、香港、台湾など世界各国で作品を発表し、数々の国際アートフェアや個展で注目を集めている。
鎌谷は絵画を中心に立体作品、インスタレーションなどを制作。特に絵画ではその鮮やかな色使いで、超人類、生命技術、環境、人工美、ユートピア思想、増殖、さらには精神次元の風景まで縦横無尽に表現してきた。　「もののあわれ」「侘び寂び」と言った日本的な精神性の背景には、「生」も「死」も、「自然」も「人」も、「美」も「醜悪」も、西洋的な二項対立ではなく、あらゆる分類やヒエラルキーを同じ地平で並列化していく美意識、指向性が根底にある「不二」であると捉え、表現している。
これらの作品群は「芸術で表現される『美』とは何か？」というテーマを中心に据え、観る人独自の『美』への物語へと開かれている。近年の作品は特に絵画の表面的な『美』をより装飾的に表現されている。
日本の伝統的な色彩、伝統工芸の技法、スーパーフラットと呼ばれる日本の平面表現、花や鳥などのモチーフ、雑誌やウェブで見つけたイメージ、それらをデジタルと手作業を組み合わせて再構築した絵画を中心に、西洋と東洋、過去と現在、具象と抽象、情報化社会における様々な文化の融合と情報の積層を表現する。ヨーゼフ・ボイスが提唱したように、ミーム画像を社会彫刻として捉え、AI等の技術も作品に取り入れている。
これまで発表されたシリーズに、現代の日本の風景を描いた「HUMAN PARADISE」、美が氾濫する現代における「美」の静物画を描いた「PROLIFERATION」、流動的な社会の中で思い込みの価値観について問いた「FLOWER FORM」、日本人が西洋の美術史を如何に捉えるのかを検証した「intervention」、共通認識が高度化に記号化された日本的なモチーフと、日本独自の伝統的な様式美である「七宝」で表現された技法を組み合わせながら新しい平面性を再考した「symbol」など。 
現在は、2021年ハプスブルク家ゲザ大公の庇護を受けニューヨークのWINSTONE ART GROUPと契約。またボストンのPELLAS GALLERYとも2021年から契約している。
最近では、英国王室主催のチェルシーフラワーショー2023で、ガーデンデザイナーの石原和幸、建築家の隈研吾とコラボレーションし、金賞を受賞。イギリスのチャールズ国王もプライベートで訪れた。また、時計ブランドとして有名なリシャー ル・ミル・ジャパンと「時間」をコンセプトにしたイベントや展示会でコラボレーションを行ったこともある。
鎌谷は福祉活動にも参加しており、2019年からアートとスポーツを通じて健常者と障がい者の垣根をなくす「スポーツオブハート」、 2022年からはウクライナ支援はがきのために作品を制作・寄贈している。大分県にあるABタウン内でも「鎌谷徹太郎青空美術館」が継続的に公開されている。
プライベートでは2009年台湾の新聞「自由時報」にて台湾人女優のリン・チーリンとのスクープが報じられた。

## 展覧会
2003年
- 『TETSU』（Mars Gallery : 東京）

2004年
- 『Paradise』（Mars Gallery : 東京）

2005年
- 『TETSU』（Gallery Cellar : 名古屋）

2007年
- 『Human Paradise』（Gallery Cellar : 名古屋）

2008年
- 『The Kingdom of Images』（Gallery Cellar : 名古屋）
- 『MASKED PORTRAIT』（Marianne Boesky Gallery : ニューヨーク）
- 『WONDERLAND-Japanese contemporary art exhibition』（Opera Gallery : 香港）

2009年
- 『Ultra Superficial』（Gallery J☆Chen : 台湾）
- 『Picasso VS Bacon』（Gallery Cellar : 東京）

2010年
- 『Proliferation-Flower,Part1』（Gallery Cellar : 東京）

2011年
- 『Proliferation-Flower,Part2』（Gallery Cellar : 東京）
- 『Paradise Head』（Contemporary Art Gallery : 上海）

2012年
- 『Tetsutaro Kamatani』（Art Stage Singapore: シンガポール）

2014年
- 『Field of Now』(銀座洋協ホール:東京)

2016年
- 『Human Paradise-Portrait』(Gallery Cellar:東京)

2018年
- 『Tetsutaro Kamatani 』(Angepatio:東京)

2020年
- 『Oita Art Museum Entrance 』Flower Designer Ryohei Konno × Tetsutaro Kamatani（Oita Art Museum：大分）

2021年
- 『NONE BUT THE LONELY HEART』（PELLAS Gallery：ボストン）
- 『PROLIFERATION』（PELLAS Gallery：ボストン）

- 『Opening of Tetsutaro Kamatani Blue Sky Art Museum』(AB TOWN:大分)

2023年
- 『RHS Chelsea Flower Show 2023』Kazuyuki Ishihara × Kengo Kuma × Tetsutaro Kamatani

- 『UTSUTSU-A Liminalism of Japanese Contemporary Art After 2010s'』（PELLAS Gallery：ボストン）

- 『超複製技術時代の芸術：NFTはアートの何を変えるのか？ー分有、アウラ、超国家的権力ー』（GYRE GALLERY:東京）
- 『art stage OSAKA 2023』（グランキューブ大阪:大阪）

2024年
- 『Resonance of Tradition and Innovation』Solo Exhibition Tetsutaro Kamatani（PELLAS Gallery：ボストン）
- 『“Regenergize” —生命が響き合う共生の輪—』横山大観《松韻濤声》× 鎌谷徹太郎《松韻轟々》（TATSUNO ART PROJECT #00：大阪）

## 著作
2016年
「ヒューマンパラダイス-ポートレート」GALLERY Vol.2
2011年
アートコレクター Vol.26
“12 Emerging Artists” Glamb, Laugh Valley inc.
2010年
PLAY ART! “12新進アーティスト” glamb, Laugh Valley inc. HEREN Jun ,2010, 韓国
2008年
“Japanese Pop” アートコレクター 6月
2007年
アートコレクター Vol.6
“Human Paradise” BT(美術手帖) Vol.59,No.894 “Human Paradise” by ヒオキ タカシ, Nagoya times
2006年
“TETSU” byヒオキ タカシ, Nagoya times
2004年
DASE Japan:24 March “The Canvas tells the truth ウチダ シンイチ

## 代表作
- PROLIFERATION-FLOWER-1
- Human Paradise0-6
- Human Paradise0-10
- Cubism for me 『Weeping Woman』
- FIRE A,B,C
- Flower Skull